# Atlético Baleares
Der Club Deportivo Atlético Baleares (katalanisch Club Esportiu Atlètic Balears), kurz CD Atlético Baleares oder einfach nur Atlético Baleares, ist ein spanischer Fußballverein aus der Palma, der Hauptstadt von Mallorca. Die Mannschaft spielt in der Saison 2024/25 in der viertklassigen Segunda Federación.

## Geschichte
Atlético Baleares wurde im Jahre 1920 unter dem Namen Baleares Foot-Ball Club. Im Jahre 1942 entstand der Verein in seiner heutigen Form aus dem Zusammenschluss diverser Vorgängerclubs. In seiner knapp 97 Jahre andauernden Vereinsgeschichte spielten die Mallorquiner größtenteils in der Tercera División, die zunächst die dritthöchste, dann vierthöchste spanische Liga war. Der größte Erfolg in der Vereinsgeschichte war der zweimalige Aufstieg in die zweithöchste Spielklasse, die Segunda División, in der sie insgesamt vier Jahre spielten. Erstmals gelang der Aufstieg in die Zweitklassigkeit in der Saison 1950/51. In den Jahren 1951 bis 1953 konnte sich das Team dort halten. Die Rückkehr in den Profifußball gelang nach acht Jahren Pause, doch erneut hielt sich der Club nur für zwei Spielzeiten in der Segunda División. Danach spielte der Verein nur noch dritt- und viertklassig. 2005 wurde Atlético Baleares sogar in die fünfte Liga zurückgeworfen, stieg jedoch im Folgejahr wieder auf. In der Saison 2007/08 wurde die Mannschaft Meister der Tercera Division, Gruppe 11 und stieg in die Segunda Division B auf. Dort konnte sie sich zunächst nur ein Jahr halten, jedoch gelang 2010 der direkte Wiederaufstieg.
In der Saison 2014/15 war es der Berliner Unternehmer Ingo Volckmann, der den Club vor der Insolvenz rettete.

### Ligazugehörigkeit
- 4 Spielzeiten in der Segunda División (Liga 2): 1951–52, 1952–53, 1961–62 und 1962–63
- 15 Spielzeiten in der Segunda División B (Liga 2B): 1977–78, 1987–88, 1988–89, 1989–90, 2008–09 und 2010 bis 2020
- 53 Spielzeiten in der Tercera División (Liga 3): 1943 bis 1951, 1953 bis 1961, 1963 bis 1973, 1975 bis 1977, 1978 bis 1981, 1984 bis 1987, 1990 bis 2005, 2006 bis 2008 und 2009–10
- 8 Spielzeiten in Regionalligen (Liga 4): 1940 bis 1943, 1973–74, 1974–75, 1981–82, 1982–83 und 2005–06
- 17 Spielzeiten in der Meisterschaft Mallorca: 1923 bis 1940

### Platzierungen

#### Meisterschaft Mallorca
- 1923–24: 1. Categoria – 3. Platz
- 1924–25: 1. Categoria – 2. Platz
- 1925–26: 1. Categoria – 2. Platz
- 1926–27: 1. Categoria – 3. Platz
- 1927–28: 1. Categoria – 1. Platz
- 1928–29: 1. Categoria – 3. Platz
- 1929–30: 1. Categoria – 2. Platz
- 1930–31: 1. Categoria – 4. Platz
- 1931–32: 1. Categoria – 2. Platz
- 1932–33: 1. Categoria – 5. Platz
- 1933–34: 1. Categoría – 2. Platz
- 1934–35: 1. Categoría – 2. Platz
- 1935–36: 1. Categoría – 2. Platz
- 1936–37: 1. Categoría – 2. Platz
- 1937–38: 1. Categoria – 4. Platz
- 1938–39: 1. Categoria – 2. Platz
- 1939–40: 1. Categoria – 5. Platz

#### Spanische Liga
- 1940–41: Regionalliga – 6. Platz
- 1941–42: Regionalliga – 3. Platz
- 1942–43: Regionalliga – 2. Platz
- 1943–44: 3. División – 8. Platz
- 1944–45: 3. División – 7. Platz
- 1945–46: 3. División – 3. Platz
- 1946–47: 3. División – 3. Platz
- 1947–48: 3. División – 7. Platz
- 1948–49: 3. División – 9. Platz
- 1949–50: 3. División – 7. Platz
- 1950–51: 3. División – 1. Platz
- 1951–52: 2. División – 10. Platz
- 1952–53: 2. División – 14. Platz
- 1953–54: 3. División – 7. Platz
- 1954–55: 3. División – 5. Platz
- 1955–56: 3. División – 1. Platz
- 1956–57: 3. División – 2. Platz
- 1957–58: 3. División – 2. Platz
- 1958–59: 3. División – 3. Platz
- 1959–60: 3. División – 2. Platz
- 1960–61: 3. División – 1. Platz
- 1961–62: 2. División – 10. Platz
- 1962–63: 2. División – 14. Platz
- 1963–64: 3. División – 2. Platz
- 1964–65: 3. División – 1. Platz
- 1965–66: 3. División – 2. Platz
- 1966–67: 3. División – 3. Platz
- 1967–68: 3. División – 1. Platz
- 1968–69: 3. División – 5. Platz
- 1969–70: 3. División – 8. Platz
- 1970–71: 3. División – 17. Platz
- 1971–72: 3. División – 10. Platz
- 1972–73: 3. División – 19. Platz
- 1973–74: Regionalliga – 3. Platz
- 1974–75: Regionalliga – 1. Platz
- 1975–76: 3. División – 15. Platz
- 1976–77: 3. División – 6. Platz
- 1977–78: 2. División B – 20. Platz
- 1978–79: 3. División – 17. Platz
- 1979–80: 3. División – 13. Platz
- 1980–81: 3. División – 19. Platz
- 1981–82: Regionalliga – 3. Platz
- 1982–83: Regionalliga – 1. Platz
- 1983–84: 3. División – 4. Platz
- 1984–85: 3. División – 3. Platz
- 1985–86: 3. División – 2. Platz
- 1986–87: 3. División – 2. Platz
- 1987–88: 2. División B – 12. Platz
- 1988–89: 2. División B – 6. Platz
- 1989–90: 2. División B – 20. Platz
- 1990–91: 3. División – 3. Platz
- 1991–92: 3. División – 3. Platz
- 1992–93: 3. División – 8. Platz
- 1993–94: 3. División – 2. Platz
- 1994–95: 3. División – 2. Platz
- 1995–96: 3. División – 3. Platz
- 1996–97: 3. División – 2. Platz
- 1997–98: 3. División – 1. Platz
- 1998–99: 3. División – 4. Platz
- 1999–00: 3. División – 1. Platz
- 2000–01: 3. División – 1. Platz
- 2001–02: 3. División – 1. Platz
- 2002–03: 3. División – 8. Platz
- 2003–04: 3. División – 9. Platz
- 2004–05: 3. División – 19. Platz
- 2005–06: Regionalliga – 1. Platz
- 2006–07: 3. División – 6. Platz
- 2007–08: 3. División – 1. Platz
- 2008–09: 2. División B – 20. Platz
- 2009–10: 3. División – 1. Platz
- 2010–11: 2. División B – 13. Platz
- 2011–12: 2. División B – 1. Platz
- 2012–13: 2. División B – 11. Platz
- 2013–14: 2. División B – 5. Platz
- 2014–15: 2. División B – 12. Platz
- 2015–16: 2. División B – 9. Platz
- 2016–17: 2. División B – 4. Platz
- 2017–18: 2. División B – 15. Platz
- 2018–19: 2. División B – 1. Platz
- 2019–20: 2. División B – 1. Platz
- 2020/21: 2. Division B – 5. Platz
- 2021/22: Primera División RFEF – 6. Platz
- 2022/23: Primera División RFEF – 14. Platz

 – Aufstieg

 – Abstieg

## Erfolge
- Meister der Segunda División B (Liga 2B): 2012, 2019 und 2020 (3-mal)
- Meister der Tercera División (Liga 3): 1951, 1956, 1961, 1965, 1968, 1998, 2000, 2001, 2002, 2008 und 2010 (11-mal)
- Vizemeister der Tercera División: 1957, 1958, 1960, 1964, 1966, 1986, 1987, 1994, 1995 und 1997 (10-mal)
- Meister der Regionalliga (Liga 4): 1975, 1983 und 2006 (3-mal)
- Sieger Pokal Copa RFEF: 2016
- Meister der Meisterschaft Mallorca: 1928
- Vizemeister der Meisterschaft Mallorca: 1925, 1926, 1930, 1932, 1934, 1935, 1936, 1937 und 1939 (9-mai)
- Vizemeister der Meisterschaft Balearen: 1928
- Pokal Nicolás Brondo: 1966, 1967, 1970, 1974, 1975, 1977, 1979, 1980, 1987, 1989, 1991, 1996 bis 1999, 2001, 2004, 2007, 2010 bis 2019 (28-mal)

## Stadion
Atlético Baleares trug seine Heimspiele bis 2013 und seit 2019 im Estadio Balear in Palma aus, welches eine Kapazität von 18.000 Zuschauern hatte. Das Stadion wurde im Jahre 1960 eingeweiht.
Ab der Saison 2014/15 bis 2018/19 spielte Atlético Baleares im Son Malferit-Stadion, das 1.200 Plätze fasst.
Seit der Saison 2019/20 spielt Atlético Baleares im Estadio Balear, welches eine Kapazität von 6.000 Zuschauern fasst.

## Trainer und Betreuerstab
- Sportlicher Leiter:  Patrick Messow
- Eigentümer:  Ingo Volckmann

## Ehemalige Spieler
- Jörg Reeb (2005–2006)
- Daniel Segovia (2010–2011)
- Raheem Lawal (2009–2012)
- Javier Dorado Bielsa (2011–2012)
- José Izquierdo Martínez (2011–2012)
- Marc Vales (2011–2012)
- David Sánchez Rodríguez (2011–2013)
- Bjørn Maars Johnsen (2012–2013)
- Roque Mesa (2012–2013)
- Pedro Mairata (2013–2015)
- Thilo Leugers (2014–2016)
- Benedikt Pliquett (2015–2016)
- Michael Wiemann (2015–2016)
- Malik Fathi (2015–2018)
- Marcel Ndjeng (2016–2018)
- Carl Klaus (2016–2019)
- Guillermo Vallori (2016–2020)

## Frauenfußball
Atlético Baleares verfügt seit 2018 über eine Frauenfußballabteilung. Die erste Mannschaft konnte zur Saison 2024/25 erstmals in die Primera Federación, der zweiten spanischen Spielklasse, aufsteigen.